# クリス・フリドフィンソン
クリス・フリドフィンソン（Chris Fridfinnson, 1898年6月14日-1938年11月10日）は、カナダ連邦マニトバ州ボールドア出身のアイスホッケー選手。
カナダのウィニペグ・ファルコンズのローバーだった彼は、1920年のアントワープオリンピックで金メダルを獲得した。
1929年まで現役生活を続けた。現役引退後はアルバータ州エドモントンに移り、アルバータ大学のアイスホッケーチームのコーチとなった。彼が指導を始めてから同チームは成績を向上させ、1930年、1931年にそれぞれ州の決勝に進出した。1931年、重い病気を患ってコーチを辞任、ウィニペグに戻った。1937年、再び重い病気にかかり病院に入院したまま1938年11月10日、息を引き取った。